# Haruna Yukawa
Haruna Yukawa (jap. 湯川 遥菜 Yukawa Haruna; * 27. April 1972 als Masayuki Yukawa (湯川 正行); † Januar 2015) war ein japanischer Staatsbürger, der von der Terrormiliz IS am 14. August 2014 im Norden Syriens entführt wurde, als er syrische Rebellen begleitete. Im Januar 2015 wurde er in Geiselhaft ermordet.

## Leben
Nach der Schule eröffnete Yukawa einen Laden für Militärbedarf in Chiba, der 2005 allerdings bankrottging. 2008 versuchte er Selbstmord zu begehen, wurde jedoch rechtzeitig von seiner Frau gerettet, die zwei Jahre später an Lungenkrebs starb. Dies verstärkte seine Lebenskrise und er änderte im Glauben, eine wiedergeborene Mandschu-Prinzessin zu sein, seinen Vornamen von Masayuki in das weibliche Haruna. 2013 wandte er sich der ultrarechten (Uyoku) Gruppierung Ganbare Nippon zu und eröffnete das Briefkastenunternehmen Private Military Company für Sicherheitsdienstleistungen.
Im April 2014 besuchte er erstmals Syrien, wo er von der Freien Syrischen Armee aufgegriffen wurde und sich dort mit dem japanischen Journalisten Kenji Gotō anfreundete. Nach seiner Freilassung kehrte er erst nach Japan zurück, reiste dann aber im Juni 2014 über den Irak, wo er abermals Gotō traf, wieder nach Syrien. Ende Juli 2014 schloss er sich der Freien Syrischen Armee an. Am 14. August 2014 wurde er vom IS gefangen genommen, als dieser eine Stellung der FSA überrannte.

## Tod
Die Geiselnehmer verlangten 200 Millionen USD Lösegeld. Kenji Gotō, der nach Syrien gereist war, um den IS um die Freilassung Yukawas zu bitten, wurde ebenfalls entführt. Video- und Bildaufnahmen zeigten beide Geiseln gemeinsam mit Jihadi John. Am 24. Januar 2015 wurde ein Video mit einem Standbild von Gotō veröffentlicht, der ein Foto des enthaupteten Yukawa in den Händen hielt.

## Nachwirkung
Der japanische Regierungschef Shinzo Abe nahm Stellung: „Dies ist eine abscheuliche und unverzeihliche Tat, die mich sehr wütend macht. Wir verurteilen sie aufs schärfste.“ Auch das Weiße Haus verurteilte die Ermordung in einer Stellungnahme. Die Außenbeauftragte der Europäischen Union, Federica Mogherini, erklärte, die Tat sei ein Beleg, dass der IS mit sämtlichen weltweit anerkannten Werten und Rechten breche. Der japanische Regierungssprecher Yoshihide Suga räumte ein, dass die Regierung keinen Versuch unternommen habe, den IS zu kontaktieren, da Japan nicht mit Terroristen verhandele.
Gotō wurde Ende Januar 2015 getötet, nachdem kein Austausch gegen die Terroristin Sadschida ar-Rischawi zustande gekommen war. Die Regierung Jordaniens ließ ar-Rischawi in Reaktion auf die Ermordung der IS-Geisel Muʿādh al-Kasāsba Anfang Februar 2015 hinrichten.